# Enric Maynés i Gaspar
Enric Maynés i Gaspar   (Barcelona, 1883 - Barcelona, 1951) va ser un polític català de la primera meitat del segle xx. Llicenciat en dret, fou militant el Centre Nacionalista Republicà, i després de la Lliga Regionalista. Va ocupar diferents càrrecs de representació pública com diputat provincial (1917), conseller de la Mancomunitat (1919) i regidor de Barcelona (1920). Deposat per la dictadura de Primo de Rivera com a tinent d’alcalde de la ciutat, recuperà el càrrec el 1930. Col·laborà als diaris El Poble Català i La Veu de Catalunya.